# (2300) Stebbins
(2300) Stebbins – planetoida z pasa głównego asteroid okrążająca Słońce w ciągu 4 lat i 287 dni w średniej odległości 2,84 au. Została odkryta 10 października 1953 roku w Goethe Link Observatory. Nazwa planetoidy pochodzi od Joela Stebbinsa, amerykańskiego astronoma. Przed nadaniem nazwy planetoida nosiła oznaczenie tymczasowe (2300) 1953 TG2.